# 자연 법칙

자연 법칙(自然法則) 또는 물리 법칙(物理法則)은 경험적인 관찰에 기초한 과학적인 일반화이다. 자연 현상의 범위를 설명하거나 예측하는 진술이다. 자연 법칙은 과학적인 실험을 통해 확인된 가설 또는 그 결론이다. 그런 법칙의 형태로 자연을 요약하여 묘사하는 것이 과학의 근본 목적이다. 자연 법칙은 법전과 종교적인 법과는 구별되며, 자연법의 개념과도 혼동하지 말아야 한다.
자연 법칙은 반복적인 실험이나 관찰에 기반한 진술로 자연 세계의 일부 측면을 기술한다. 법칙이라는 용어는 자연 과학(물리학, 화학, 생물학, 지질학, 천문학 등)의 모든 분야에 걸쳐 다양한 경우(근사적이거나 정밀한, 넓거나 좁은 의미)에서 다양한 용도로 사용한다. 법칙은 데이터를 바탕으로 만들며, 수학을 통해 더 발전시킬 수 있다. 모든 경우 경험적 증거에 직접적이거나 간접적으로 근거한다. 일반적으로 현실에서 근본적인 인과관계를 명시적으로 주장하지는 않지만 암묵적으로 반영하고 발명하기보다는 발견하는 것으로 이해한다.
과학 법칙은 통상적으로 특정 적용 범위 내의 실험 또는 관찰 결과를 요약한다. 일반적으로 관련 현상에 대한 새로운 이론이 도출될 때 법칙의 정확성이 달라지는 것이 아니라, 법칙을 나타내는 수학이나 진술이 변하지 않기 때문에 법칙의 적용 범위가 변한다. 다른 종류의 과학 지식과 마찬가지로 법칙은 절대적인 확실성을 갖지 않으며 (수학 정리 또는 정체성이 그런 것처럼) 미래의 관찰에 의해 법칙이 모순되거나 제한되거나 확장되는 것은 언제나 가능하다. 법칙은 대개 하나 또는 여러 문장이나 공식으로 공식화될 수 있으므로, 수행되는 과정의 상황을 고려할 때 실험의 결과를 예측하는 데 사용할 수 있다.

## 같이 보기
- 실증 연구
- 통계의 법칙
- 법칙 목록
- 가설
- 법칙
- 과학철학
- 물리 상수
- 인물의 이름을 딴 과학 법칙 목록
- 이론
- 뉴턴의 냉각 법칙
- 나비에-스토크스 방정식
- 아르키메데스의 원리